# Дом настоятеля и трапезная Крупицко-Батуринского монастыря
Дом настоятеля и трапезная Крупицко-Батуринского монастыря или Преображенская церковь — православный храм и памятник архитектуры местного значения в Вербовке.

## История
Решением исполкома Черниговского областного совета народных депутатов от 28.04.1987 № 119 присвоен статус памятник архитектуры местного значения с охранным № 41-Чг под названием Дом настоятеля и трапезная Крупицко-Батуринского монастыря. Установлена информационная доска «Кельи с трапезной Батуринского Николо-Крупицкого монастыря 1834 г.» охранный № 41-Чг/3. 

## Описание
Входит в комплекс Крупицко-Батуринского Николаевского монастыря — на правом берегу реки Сейм, что непосредственно юго-западнее села Вербовка. Сейчас комплекс Крупицко-Батуринского Николаевского монастыря входит в состав Национального историко-культурного заповедника «Гетманская столица».
Ансамбль памятников составляет интерес как пример влияния форм русского классицизма на архитектуру Левобережной Украины. 
В 1803 году была построена «тёплая» трапезная Преображенская церковь на месте деревянной церкви. В 1811 году была расписана. В 1858 году была перестроена. Каменная, Т-образная в плане церковь, удлинённая по оси запад-восток, увенчанная декоративным куполом с глухим фонариком и главкой на круглом глухом барабане. Имеет три входа (западный, северный и южный), каждый акцентирован колоннадой из 4 колонн, а западный вход колоннадой с треугольным фронтоном.
В 1834 году построены кельи, 1838 году — дом настоятеля. 